# 기전공학
기전공학(機電工學, 영어: mechatronics 메카트로닉스[*])은 기계공학, 전기전자공학 및 컴퓨터과학을 활용하여 기계, 전기 및 컴퓨터 시스템을 융합적으로 통합하는 학문이며, 지능형 로봇, 반도체/디스플레이 제조장비, 각종 자동화장비 산업의 기반이 되는 기술이다. 요소기술로는 기계설계(mechanical design), 제어(control), 임베디드시스템(embedded system), SI(system integration) 기술등이 있다. 전 세계적으로 일본이 기전공학 왕국이라 불릴 정도로 이 기술과 산업이 발달해 있으며, 한 나라의 제조산업 경쟁력을 결정짓는 핵심기술이기도 하다.

## 서술
기전공학이란 기계공학, 전자공학을 융합한 학문으로 더 간편하고 경제적이고 필요한 시스템을 설계하는 것이 목적이다.
기전공학은 기계공학, 전자공학, 컴퓨터 공학, 제어공학, 분자공학(나노 및 바이오 공학 포함), 광학 등이 복합된 다방면의 학문이다.
기전공학이란 이름은 일본 야스카와 회사의 수석 기술자, 테츠로 모리(Tetsuro Mori)가 처음 사용하였다(1969). 기전공학이 적용된 일반적인 예는 산업로봇이다. 현대에 사용되는 산업로봇에는 전자공학의 요소와 기계적 요소를 모두 포함한다.
엔지니어링 사이버네틱스(Engineering cybernetics)는 기전공학의 제어 공정을 다룬다.
이것은 시스템을 제어하고 통제하는데 사용된다. 협력을 통해서 기전공학 기계는 생산 목표를 구현하고 제조 공정 간에 빠르고 유연한 제조 환경을 제작한다.
현대 제조 장비는 제어 체계에 따라서 융합된 기전공학 기계로 만들어져 있다. 잘 알려진 체계는 계급 구조, 다두 구조 (머리가 많은 구조), 점 구조, 하이브리드를 포함한다. 일반적으로 설계에 사용되는 제어 알고리즘을 기계적 영향을 기술하는 방법으로 사용한다. 기전공학 시스템 중 비중 있는 하이브리드 시스템은 제조 시스템과 운전 보조, 행성 탐사선, ABS (Anti-lock Braking Systems), spin-assist 또한 매일 사용하는 자동 포커싱 카메라, 비디오, 하드 디스크, 시디플레이어같은 부속 시스템에 사용된다.

## 교육과정 구조
기전공학도는 다음과 같은 다양한 학문을 학습한다.
- 기계공학
- 재료 응용 공학
- 전자공학
- 컴퓨터공학
- 컴퓨터 응용 공학
- 시스템 및 제어 공학
- 광학
- 로봇공학

## 응용 사례
- 영상 인식 장치
- 자동화 설비 및 로봇
- Servo 기계 (servo는 큰 기계를 뜻함)
- 인지 및 제어 시스템
- ABS같은 자동화된 기기 설계 (ABS : Anti-lock Braking Systems)
- 컴퓨터 기계 제어 (IE, CNC milling machines : 공작 기계류)
- 전문가용 시스템
- 생산물자
- 소비재
- 전자기계 시스템
- 의료 기기 및 의료 계측 장비
- 구조 동력학 시스템
- 운송 및 운반 시스템
- 새로운 방식의 자동차 시스템
- 신뢰할 수 있는 측정 및 제어 시스템 기술
- 컴퓨터를 이용한 공장 통합 시스템
- 컴퓨터 응용
- 기계 및 공장 제어 시스템
- 기계의 유닛(단위 완성품)
- 소형 제어기 (Microcontrollers) / PLC (Power Line Communication) 제품
- 휴대폰 앱

## 실질적인 과업
기전공학 시스템에서 가장 중요한 문제는 제어 시스템을 만들기 위해 어떻게 구동부를 설계하고 어떤 동력원을 사용할 것인가이다. 기전공학 영역에서 근래에 가장 큰 두 부류는 피에조 전기 모터와 전자기 모터가 있다. 이것들은 카메라의 자동 포커싱과 흔들림 방지 시스템에 사용된다.
에너지 원에 대해서는 대부분 전지를 사용한다. 하지만 새로운 추세는 충격, 진동이나 열변형으로부터의 열에너지등을 전기적 에너지 로 변환해 에너지를 얻는 것이다.

## 이 분야의 신학문
이 분야의 신흥 변형학문으로 인간과 기계의 융합을 다루는 바이오 메카트로닉스가 있다. 주로 외골격(exoskeleton : 외부에서 추가적인 에너지를 공급하여 사람의 운동을 도움)같은 탈착 가능한 장치를 만든다. 이런 것들은 공상 과학의 사이보그와 같은 것이다. 가상현실 제품을 실생활에 구현하는 학문이다.
또 다른 분야는 Electronical 또는 전자 설계 중심의 ECAD/MCAD 협력설계이다. Electronical은 설계팀 및 전자 중심 시스템의 설계 도구와 설계팀 및 해당 시스템의 물리적/기계적인것을 포함해 이루어지는 협력설계와 통합이다.

## 교육
기전공학 교육을 하는 나라 : 한국, 호주, 오스트리아, 브라질, 캐나다, 칠레, 페루, 콜롬비아, 체코, 덴마크, 이집트, 에스토니아, 프랑스, 독일, 헝가리, 인도, 이란, 아일랜드, 이스라엘, 이탈리아, 아이슬란드, 일본, 요르단, 말레이시아, 멕시코, 네덜란드, 노르웨이, 파키스탄, 폴란드, 싱가폴, 슬로베니아, 스웨덴, 터키, 영국, 미국, 뉴질랜드, 베트남, 베네수엘라

## 같이 보기
- 사이버네틱스
- 제어이론
- 전기기계공학
- 로봇공학
- 시스템 공학
- 바이오메카트로닉스